# Ravi Zacharias
Frederick Antony Ravi Kumar Zacharias (24. března 1946, Madrás – 19. května 2020, Atlanta) byl vlivný kanadsko-americký křesťanský řečník, publicista a přední představitel evangelikální apologetiky. Po smrti vyšlo najevo jeho sexuální predátorské chování a zneužívání žen.

## Veřejné působení
Založil neziskovou organizaci Ravi Zacharias International Ministries (RZIM) s pobočkami v různých částech světa. Ve světle Zachariasova sexuálního skandálu řada z nich ukončila činnost nebo si změnila jméno.
Jeho domovská denominace Křesťanská a misijní aliance (C&MA) jej posmrtně vyloučila z řad svého duchovenstva.
V roce 2004 Zacharias přijel na pozvání Křesťanské misijní společnosti do České republiky, aby přednášel letničně a charizmaticky zaměřeným věřícím na Křesťanské konferenci. V té době vyšly v nakladatelství Návrat domů jeho knihy Lotos a kříž: Rozhovor Ježíše s Buddhou (2003), Volání lidského srdce (2004) a několik let předtím Skutečná tvář ateismu (1998). Český luterský pastor a člen Rady České evangelikální aliance Michal Klus jej po jeho smrti označil za hrdinu víry.

## Kontroveze ohledně akademických titulů
Zacharias si v minulosti přivlastňoval titul „Dr“ (doktor), aniž by doktorát na základě řádných studií kdy získal. Také o sobě prohlašoval, že je profesorem na Oxfordské univerzitě. Nikdy ovšem profesorem na této univerzitě nebyl.

## Obvinění ze sexuálního zneužívání žen včetně znásilnění
V prosinci 2020 organizace RZIM oznámila, že Zacharias se po mnoho let dopouštěl nevhodného sexuálního chování, které vyšlo najevo až po jeho smrti. V únoru 2021 o tom Zachariasova zakladatelská organizace vydala podrobnou zprávu, vypracovanou externí investigativní společností.